# 라하 (칠레)
라하(스페인어: Laja)는 칠레 비오비오주 비오비오현의 코무나이다.